# Старое (Згуровская община)
Старое (укр. Старе) — село, входит в Згуровскую поселковую общину Броварского района Киевской области Украины. До 2020 года входило в состав Згуровского района.
Население по переписи 2001 года составляло 145 человек. Почтовый индекс — 07623. Телефонный код — 4570. Занимает площадь 0,261 км². Код КОАТУУ — 3221984205.

## Местный совет
07644, Київська обл., Згурівський р-н, с. Нова Олександрівка, вул. Перемоги, 4